# Stoyan Gunchev
Stoyan Gunchev (em búlgaro:  Стоян Гунчев; 11 de fevereiro de 1958) é um ex-jogador de voleibol da Bulgária que competiu nos Jogos Olímpicos de 1980.
Em 1980, ele fez parte da equipe búlgara que conquistou a medalha de prata no torneio olímpico, no qual atuou em quatro partidas.